# Nefrubiti
Nefrubiti (anche Akhbetneferu) (fl. XV secolo a.C.) è stata una principessa egizia della XVIII dinastia.
Fu figlia del faraone Thutmose I (ca. 1506 - 1493 a.C.; dibattuto) e della regina Ahmose, sorella del futuro faraone-donna Hatshepsut (ca. 1479 - 1458 a.C.), e sorellastra del predecessore di quest'ultima, Thutmose II (ca. 1493 - 1479 a.C.), e dei principi Uadjmose e Amenmose.
Fu raffigurata, insieme ai suoi genitori, nel Tempio funerario di Hatshepsut a Deir el-Bahari, per poi scomparire completamente dalle fonti. Probabilmente morì in giovanissima età.